# えぬえむとぅけ
えぬえむとぅけは、日本の女性５人組のアイドルグループ。mimi creative所属。

## 概要
『人々の心を揺り動かし心に祈りを生じさせる漆黒のアイドル』をコンセプトとして掲げているロックアイドルグループ。略表記はNM2K。
主催イベントに「堕天カルマ祭」、「未来革命プロトコロル」等がある。

## メンバー

### メンバー
| 名前        | 読み          | 生年月日 | イメージカラー | 備考                                    |
| ----------- | ------------- | -------- | -------------- | --------------------------------------- |
| 眠眠 スイ   | みんみん すい | 4月17日  | 緑             | 元あいまいどーる                        |
| 早乙女 めい | さおとめ めい | 7月25日  | ピンク         |                                         |
| 紅蛛 ろノ   | こうしゅ ろの | 4月24日  | 赤             | 元あいまいどーる                        |
| 悪夢 める   | あくむ める   | 12月7日  | 紫             | お披露目当初は「ないとめあ める」の呼称 |
| 夜空 アオイ | よぞら あおい | 3月17日  | 青             |                                         |

### 旧メンバー
| 名前        | 読み                | 生年月日 | イメージカラー | 備考 |
| ----------- | ------------------- | -------- | -------------- | ---- |
| 蝶々 ましろ | ちょうちょう ましろ | 10月13日 | 白             |      |
| 桜花 みくる | おうか みくる       | 4月27日  | ピンク         |      |
| 猫羽 みけ   | ねこま みけ         | 非公表   | 赤             |      |
| 真 キキ     | ま きき             | 9月15日  | 黄             |      |
| 廿楽 しおん | つづら しおん       | 5月7日   | 紫             |      |
| 夢守 りむ   | ゆめも りむ         | 10月20日 | 青             |      |

## 略歴

### 2019年
11月26日、メンバーの発表。

### 2020年
3月23日、主催お披露目one-manライブを開催。桜花みくる、廿楽しおん、蝶々ましろ、猫羽みけ、真キキの5名にてデビュー。
9月11日、アルバム『えぬえむとぅけ1st』が音楽配信サービスで配信開始。
11月29日、新宿club SCIENCEにて「one-man 2nd」を開催。

### 2021年
3月23日、新宿planet planetにて「デビュー1周年イベント」を開催。
3月28日、蝶々ましろが卒業。
4月18日、新宿club SCIENCEにて「えぬえむとぅけ桜花みくる生誕祭 春の！ミラクルみくるんピンクカルマパーティー！」開催。
5月21日、新宿planet planetにて「えぬえむとぅけ廿楽しおん生誕祭 紫電一閃キョクトウ白書～アメジスト色の雨辞すともネクスト編～」開催。
6月12日、桜花みくるが卒業。
6月25日、夢守りむが加入。
7月3日、猫羽みけが卒業。
10月2日、眠眠スイが同事務所のあいまいどーるより移籍。

### 2022年
3月19日、代官山SPACE ODDにて「NM2K ONEMAN -閃明- 未来革命」を開催、早乙女めいの加入が発表。
8月7日、真キキ、廿楽しおん、夢守りむが卒業。
8月27日、眠眠スイ、早乙女めいの2名体制で「えぬみにとぅけ」としてライブを再開。
11月20日、紅蛛ろノ、悪夢める、夜空アオイがプレデビュー扱いで加入。5人体制にてえぬえむとぅけとして再始動。

### 2023年
1月14日、新宿club SCIENCEにて開催の「堕天カルマ祭vol.15」にて新体制本デビュー。
6月5日、新宿club SCIENCEにて「えぬえむとぅけ単独ライブ ～ワンコインで全曲聴けちゃうってヤバくね？～」開催。新曲Wonderland公開。
10月18日、青山RizMにて「『えぬえむとぅけFES』~ONEMANだけどONEMANじゃない！？」開催。新曲「Take m← away」公開。

### 2024年
4月14日、紅蛛ろノを解雇。
5月18日、新宿club SCIENCEにて紅羽みお、宵衣うつきが加入。
9月14日、悪夢めるが卒業.
12月21日、せやかてそなにゃん、白兎萌うさぎが加入。

## ディスコグラフィ

### シングル
|   | タイトル   | 発売日                     | 規格品番        | 収録曲        | 備考 |
| - | ---------- | -------------------------- | --------------- | ------------- | ---- |
| 1 | Signal     | 2022年06月15日(配信開始)   | TCJPR0000914319 | 1. Signal     |      |
| 2 | ØVER RiDE  | 2022年07月09日(配信開始)   | TCJPR0000920273 | 1. ØVER RiDE  |      |
| 3 | 22世紀少女 | 2022年08月18日(配信開始)。 | TCJPR0000933896 | 1. 22世紀少女 |      |
| 4 | 存在証明   | 2022年11月19日(配信開始)   | TCJPR0000962729 | 1. 存在証明   |      |
| 5 | Wonderland | 2023年6月30日(配信開始)    |                 | 1. Wonderland |      |

### アルバム
| # | タイトル          | 発売日        | 規格 | 品番            | 収録曲                                                                                          | 備考 |
| - | ----------------- | ------------- | ---- | --------------- | ----------------------------------------------------------------------------------------------- | ---- |
| 1 | えぬえむとぅけ1st | 2020年9月11日 | 配信 | TCJPR0000687132 | （全6曲） 1. SE 2. RED TEARS 3. nightmare 4. スタートダッシュ 5. ちゅるりだ 6. Mermaid Rhapsody |      |

## 関連ユニット

### えぬみにとぅけ
メンバーの卒業により眠眠スイ、早乙女めいの2名のみで活動していた際の名称。略称はNMINI2K。

### RIDDY RIDDY
スイとろノの2名によるユニット。えぬえむとぅけ、あいまいどーるの楽曲の他カバー曲も披露していた。前身はダークマタと電気ネコ